# Anne van Schuppen
Antje Elisabeth (Anne) van Schuppen (Doornspijk, 11 oktober 1960) is een voormalige Nederlandse langeafstandsloopster. Ze won in de periode 1995 tot 2003 zevenmaal een nationale titel: tweemaal op de 10.000 m, eenmaal op de halve marathon en viermaal op de marathon. Ze nam eenmaal deel aan de Olympische Spelen.

## Biografie

### Wegwedstrijden
Sinds de jaren tachtig liep Van Schuppen zo'n 30 wegwedstrijden per jaar in het binnen- en buitenland. In Nederland won ze diverse wegklassiekers, zoals: Groet uit Schoorl Run (30 km in 1993 en 2002), City-Pier-City Loop (1992), marathon van Utrecht (2:33.40).
Van Schuppen woonde enige tijd in Den Haag en werkte daar op de Amerikaanse ambassade. Bij de The Hague Road Runners leerde ze haar man Cees Visser kennen. Over haar overwinning op de CPC in 1992 zei ze: "Ik ben toen hard begonnen, voelde me sterk. Harde wind, regen, zelfs hagel. Echt mijn weer. Vooral op de boulevard hagelde het enorm. Ik vond het wel kicken. Over het weer moet je niet zeuren. Dat is een gegeven. Nu is het wel zo dat vooral die harde wind in mijn voordeel was. Doordat ik een paar jaar in Den Haag heb gewoond heb ik natuurlijk vaak met harde wind kunnen trainen." Door het Algemeen Dagblad liet ze over haar deelname in 1997 optekenen: "Ik heb in mijn carrière eenmaal een halve marathon onder de 1.13 gelopen, dat was dus in Den Haag in 1997. Die tijd ga ik nooit meer evenaren. [...] Ik ken het parkoers goed, kan dus aardig omgaan met de wind en de halve marathon vind ik gewoon een hele lekkere afstand."
In 1993 maakte Anne van Schuppen deel uit van de Nederlandse selectie voor de wereldkampioenschappen in Stuttgart, waar ze uitkwam op de marathon. Daar voelde ze al na enkele kilometers dat het helemaal niet ging. Ze ging door tot het 34 kilometer-punt, waar trainer en partner Cees Visser stond. "Ik wist al wel dat ik beter uit kon stappen, maar wilde toch met hem overleggen", aldus Van Schuppen, die besloot om maar in de bus te stappen. Een verklaring voor het mislukken kon ze niet geven. De overgang van het betrekkelijk koele weer tijdens de laatste trainingsweken in Nederland en de warmte in Stuttgart lijkt in ieder geval een factor van betekenis te zijn geweest.

### Olympische Spelen
Van Schuppen behaalde in 1996 een derde plaats op de marathon van Lissabon. Met haar tijd van 2:32.45 kwam ze 45 seconden te kort voor de olympische norm. De KNAU was beslist onvermurwbaar. Uiteindelijk plaatste ze zich alsnog met 2:31.26 door in Rotterdam het NK marathon te winnen. Hierdoor mocht ze dat jaar de Nederlandse driekleur verdedigen op de Olympische Spelen van Atlanta. Ze werd er op de marathon 41e in 2:40.46.
In 1999 won Van Schuppen de halve marathon van Monster in 1:18.16, een parcoursrecord dat pas in 2005 werd verbeterd door de Keniaanse Pauline Wangui.

## Nederlandse kampioenschappen
| Onderdeel      | Jaar                   |
| -------------- | ---------------------- |
| 10.000 m       | 1995, 1997             |
| halve marathon | 1995                   |
| marathon       | 1993, 1996, 2000, 2003 |

## Persoonlijke records
Baan
| Onderdeel | Prestatie | Datum          | Plaats         |
| --------- | --------- | -------------- | -------------- |
| 2000 m    | 6.43      | 8 oktober 2002 | Heiloo         |
| 3000 m    | 9.42,08   | 11 mei 1997    | Leiden         |
| 5000 m    | 16.33,7   | 6 juli 1994    | Hilversum      |
| 10.000 m  | 34.16,01  | 14 juli 1995   | Bergen op Zoom |

Weg
| Onderdeel      | Prestatie | Datum            | Plaats              |
| -------------- | --------- | ---------------- | ------------------- |
| 10 km          | 33.24     |                  |                     |
| 15 km          | 51.29     | 17 november 1996 | Nijmegen            |
| 10 Eng. mijl   | 54.53     | 2 februari 1997  | Uithoorn            |
| 20 km          | 1:10.04   | 9 maart 2003     | Alphen aan den Rijn |
| halve marathon | 1:12.59   | 23 maart 1997    | Den Haag            |
| 25 km          | 1:33.07   | 23 februari 2002 | Apeldoorn           |
| marathon       | 2:31.26   | 28 april 1996    | Rotterdam           |

## Palmares

### 10.000 m
- 1995:  NK - 34.16,01
- 1997:  NK - 34.37,21

### 10 km
- 1993: 5e Tilburg Ten Miles - 35.03
- 1998:  Parelloop - 34.21
- 2000: 5e Parelloop - 34.34
- 2000: 15e Tilburg Ten Miles - 35.18
- 2001:  Tilburg Ten Miles - 34.49
- 2002: 6e Zwitserloot Dak Run - 35.30
- 2002:  Spanderswoud - 33.36
- 2003:  Tilburg Ten Miles - 34.50
- 2004: 5e Groet Uit Schoorl Run - 35.44
- 2004:  Hollandsche Veld - 35.29
- 2004: 13e Tilburg Ten Miles - 36.30
- 2005: 9e Tilburg Ten Miles - 36.45
- 2005: 6e Stadsloop Appingedam - 35.50

### 15 km
- 1991: 4e Zevenheuvelenloop - 53.03
- 1993: 6e Zevenheuvelenloop - 51.58
- 1996: 6e Zevenheuvelenloop - 51.32
- 1997: 6e Zevenheuvelenloop - 51.58
- 1998: 18e Zevenheuvelenloop - 57.46
- 1999: 11e Zevenheuvelenloop - 55.09
- 2000: 12e Zevenheuvelenloop - 53.24
- 2001: 24e Zevenheuvelenloop - 56.23
- 2002: 6e Zevenheuvelenloop - 52.55
- 2004: 7e Haagse Beemden Loop - 1:03.40
- 2005: 12e Zevenheuvelenloop - 54.11

### 10 Eng. mijl
- 1990: 11e Dam tot Damloop - 57.13
- 1997: 9e Dam tot Damloop - 56.15
- 2001: 13e Dam tot Damloop - 57.31
- 2002: 13e Dam tot Damloop - 56.59
- 2003: 13e Dam tot Damloop - 59.30
- 2004: 8e Dam tot Damloop - 57.56
- 2005: 13e Dam tot Damloop - 58.45
- 2017: V55 Dam tot Damloop - 1:07.11

### 20 km
- 2000: 8e 20 van Alphen - 1:09.32
- 2001:  V40 20 van Alphen - 1:12.11
- 2003: 4e 20 van Alphen - 1:10.04
- 2004: 8e 20 van Alphen - 1:13.16

### WK en NK halve marathon
- 1992: 4e NK in Onderdijk – 1:18.20
- 1992: 54e WK in South Shields - 1:14.14
- 1994:  NK in Wolphaartsdijk - 1:19.34
- 1995:  NK in Amersfoort - 1:13.09 (1e overall)
- 1995: 23e WK in Belfort - 1:13.09
- 1996:  NK in Deventer - 1:13.55 (2e overall)
- 1997:  NK in Enschede - 1:15.08 (3e overall)
- 2000:  NK in Den Haag - 1:13.40 (10e overall)
- 2001:  NK in Utrecht - 1:16.18
- 2003:  NK in Den Haag - 1:14.02 (5e overall)
- 2005: 4e NK in Den Haag - 1:19.01 (16e overall)
- 2007: 7e NK in Den Haag - 1:21.09 (12e overall)
- 2008: 8e NK in Den Haag - 1:22.05 (11e overall)

### halve marathon
- 1990: 4e halve marathon van Egmond - 1:17.39
- 1991: 11e City-Pier-City Loop - 1:14.35
- 1992:  City-Pier-City Loop - 1:13.20
- 1993: 4e halve marathon van Egmond - 1:13.34
- 1994:  halve marathon van Egmond - 1:14.51
- 1995: 7e City-Pier-City Loop - 1:13.27
- 1996: 5e City-Pier-City Loop - 1:13.24
- 1997: 4e halve marathon van Egmond - 1:16.10
- 1997: 7e City-Pier-City Loop - 1:12.59
- 1999:  halve marathon van Monster - 1:18.16
- 1999: 11e Dam tot Damloop - 1:17.13
- 2000: 9e halve marathon van Egmond - 1:19.12
- 2000: 6e Great North Run - 1:15.44
- 2001: 8e City-Pier-City Loop - 1:15.56
- 2002: 7e City-Pier-City Loop - 1:13.23
- 2003: 7e halve marathon van Egmond - 1:19.56
- 2003:  Groet-Uit-Schoorl - 1:18.10
- 2004: 8e halve marathon van Meppel - 1:16.57
- 2005: 9e halve marathon van Egmond - 1:17.18
- 2005  Halve Marathon van Dalfsen - 1:22.01
- 2005: 8e Singelloop - 1:17.33
- 2007:  Halve Marathon Raalte - 1:23.48
- 2007:  Drenthe Marathon - 1:20.12
- 2007: 4e Halve Marathon van Dalfsen - 1:24.12
- 2008: 6e Halve marathon van Zwolle - 1:27.35
- 2008:  Drenthe Marathon - 1:28.37
- 2010:  halve marathon van Enschede - 1:31.51

### marathon
- 1986: 6e marathon van Hamburg - 2:46.41
- 1987: 5e marathon van Enschede - 2:50.47
- 1988: 17e marathon van Berlijn - 2:42.23
- 1990: 15e marathon van Hamburg - 2:50.54
- 1991:  NK in Rotterdam - 2:38.56 (4e overall)
- 1992:  marathon van Utrecht - 2:33.40
- 1992:  marathon van Frankfurt - 2:37.06
- 1993:  NK in Rotterdam - 2:34.15 (1e overall)
- 1993: DNF WK in Stuttgart
- 1994: 25e marathon van Osaka - 2:43.43
- 1996:  marathon van Lissabon - 2:32.45
- 1996:  NK in Rotterdam - 2:31.26 (3e overall)
- 1996: 41e OS - 2:40.46
- 2000:  NK in Rotterdam - 2:35.35 (8e overall)
- 2001: 8e Chicago Marathon - 2:41.51
- 2001: 5e marathon van Dubai - 2:44.19
- 2002: 8e marathon van Amsterdam - 2:34.26,1
- 2002: 4e marathon van Ottawa - 2:40.53
- 2003:  NK in Rotterdam - 2:35.52 (5e overall)
- 2003: 5e marathon van Amsterdam - 2:38.15
- 2004:  Palm Beach (USA) - 2:46.12
- 2005:  NK in Rotterdam - 2:40.51 (9e overall)

### overig
- 1985: 12e Warandeloop - 12.36
- 1993:  Groet uit Schoorl Run (30 km) - 1:57.09
- 1993: 7e Warandeloop - 17.14
- 1996:  Asselronde (27,5 km) - 1:36.49
- 2000:  Groet uit Schoorl Run (30 km) - 1:50.42
- 2000: 14e Warandeloop - 21.59
- 2001:  Groet uit Schoorl Run (30 km) - 1:55.07
- 2002: 5e 4 mijl van Groningen - 22.15
- 2008:  Zandvoort Circuit Run (12 km) - 45.23